# SCR 1845-6357

SCR 1845-6357, вид справа (указано расположение по отношению к Солнцу).

SCR 1845-6357 — двойная система в южном созвездии Павлина. Одна из ближайших к Солнцу — находится на расстоянии в 12,6 светового года. Это — 24-я ближайшая к Солнцу звёздная система.

## Характеристики
Главный компонент SCR 1845-6357 A — очень слабый красный карлик. Второй компонент SCR 1845-6357 B — массивный коричневый карлик спектрального класса T. Оба компонента обращаются вокруг общего центра тяжести.

## SCR 1845-6357 A
Главный компонент, SCR 1845-6357 A, имеет видимую звёздную величину в 17,4m. Это красный карлик спектрального класса M8,5 (или очень массивный коричневый карлик) с массой 0,07 массы Солнца или 70 масс Юпитера, который находится на грани массы, отделяющей звезду от тяжёлого коричневого карлика. Открыт в 2004 году.

## SCR 1845-6357 B
Второй компонент системы — коричневый карлик спектрального класса T6 был обнаружен вскоре после открытия основной звезды и обозначен как SCR 1845-6357 B. Расстояние от коричневого карлика до основной звезды оценивается в 4,1 а. е., масса его оценивается в диапазоне 40 — 50 масс Юпитера, температура поверхности оценивается в 650—700 градусов Цельсия. Открыт в 2006 году.